# Action Bronson
Аријан Арсљани (енгл. Ariyan Arslani; Њујорк, 2. децембар 1983), познат као Action Bronson, амерички је репер, текстописац, кувар, рвач и телевизијски водитељ.

## Биографија
Рођен је 2. децембра 1983. године у Квинсу. Отац му је албански муслиман, а мајка америчка јеврејка. Док је одрастао, одгајан је према муслиманској традицији свог оца. Пре него што је започео каријеру репера, која је првобитно била само хоби, радио је као кувар у медитеранском ресторану свог оца у Форест Хилсу. Водио је сопствену емисију о кувању под називом Action in the Kitchen. Након што је сломио ногу у кухињи, концентрисао се искључиво на реповање.
У марту 2016. Програмски одбор Универзитета Џорџ Вашингтон објавио је да ће бити главни извођач пролећног универзитетског концерта „Spring Fling”. Контроверзе су убрзо избиле када је песма Consensual Rape изашла на видело, као и изјаве које је дао које су сматране хомофобичним, трансфобичним и мизогинистичким. Групе студентских активиста успешно су инсистирале на томе да Универзитет откаже наступ. У априлу 2016. на сличан начин је био искључен са концерта Колеџа Тринити.
Има двоје деце с бившом девојком. У новембру 2019. добио је сина с другом девојком.
Средином 2020. године, подстакнут тиме што је достигао телесну тежину од 180 kg и имао безброј повезаних здравствених проблема, као и рођењем сина, започео је режим здравије исхране и почео с бокс тренинзима. Од децембра 2020. изгубио је 58 kg. Године 2021. почео је да тренира бразилски џијуџицу код Рајрона Грејсија.

## Дискографија
- (2011)
- (2011) (и Statik Selektah)
- (2015)
- (2017)
- (2018)
- (2020)
- (2022)